# Ribeirão São Miguel
Der Ribeirão São Miguel ist ein etwa 12 km langer linker Nebenfluss des Rio Paranapanema im Nordwesten des brasilianischen Bundesstaats Paraná.

## Geografie

### Lage
Das Einzugsgebiet des Ribeirão São Miguel befindet sich auf dem Terceiro Planalto Paranaense (Dritte oder Guarapuava-Hochebene von Paraná).

### Verlauf
Sein Quellgebiet liegt im Munizip Santo Antônio do Caiuá auf 370 m Meereshöhe am nördlichen Stadtrand des Hauptorts.
Der Fluss verläuft in nördlicher Richtung. Er mündet auf 254 m Höhe von links in den Rio Paranapanema, der in diesem Bereich von der Rosana-Talsperre aufgestaut ist. Er ist etwa 12 km lang.

### Munizipien im Einzugsgebiet
Der Ribeirão São Miguel verläuft vollständig innerhalb des Munizips Santo Antônio do Caiuá.